# Challenger de Manila 2016
El torneo Manila Challenger 2016 es un torneo profesional de tenis. Pertenece al ATP Challenger Series 2016. Se disputará su 1ª edición sobre superficie tierra batida, en Manila, Filipinas entre el 18 al el 24 de enero de 2016.

## Jugadores participantes del cuadro de individuales
| Favorito | País                        | Jugador          | Rank1 | Posición en el torneo |
| -------- | --------------------------- | ---------------- | ----- | --------------------- |
| 1        | Bandera de Italia           | Luca Vanni       | 104   | Segunda ronda         |
| 2        | Bandera de Rusia            | Mijaíl Yuzhny    | 106   | CAMPEÓN               |
| 3        | Bandera de Eslovaquia       | Lukáš Lacko      | 112   | Semifinales           |
| 4        | Bandera de Japón            | Go Soeda         | 118   | Semifinales           |
| 5        | Bandera de Bélgica          | Kimmer Coppejans | 127   | Segunda ronda         |
| 6        | Bandera de Italia           | Thomas Fabbiano  | 142   | Segunda ronda         |
| 7        | Bandera de los Países Bajos | Igor Sijsling    | 145   | Cuartos de final      |
| 8        | Bandera de la India         | Somdev Devvarman | 173   | Primera ronda         |

- 1 Se ha tomado en cuenta el ranking del 11 de enero de 2016.

### Otros participantes
Los siguientes jugadores recibieron una invitación (wild card), por lo tanto ingresan directamente al cuadro principal (WC):
- Francis Casey Alcantara
- Ruben Gonzales
- Alberto Lim
- Jeson Patrombon

Los siguientes jugadores ingresan al cuadro principal tras disputar el cuadro clasificatorio (Q):
- Vijay Sundar Prashanth
- Nikola Mektić
- Frederik Nielsen
- Jimmy Wang

## Campeones

### Individual Masculino
- Mijaíl Yuzhny derrotó en la final a  Marco Chiudinelli, 6–4, 6–4

### Dobles Masculino
- Johan Brunström /  Frederik Nielsen derrotaron en la final a  Francis Casey Alcantara /  Christopher Rungkat, 6–2, 6–2